# Mikrosoziologie
Mikrosoziologie ist derjenige Teil der Soziologie, der sich mit der Mikroebene und den Mikrodaten von Gesellschaften befasst. Pendant ist die Makrosoziologie.

## Allgemeines
Während die Makrosoziologie die Formen der Vergesellschaftung untersucht, befasst sich die Mikrosoziologie mit Formen der Vergemeinschaftung. Bei der Vergesellschaftung stehen die Individuen ganz überwiegend in indirekten Beziehungen zueinander (internationale Organisationen, Weltgesellschaft), bei der Vergemeinschaftung gibt es unmittelbare Kontakte wie etwa die soziale Beziehung bei Partnerschaften (Mikroebene). Beispielsweise wird in der Mikrosoziologie untersucht, wie sich aus sozialem Handeln soziale Beziehungen entwickeln, Interaktionen in sozialen Beziehungen aus kleinsten Verhaltensandeutungen im Wechsel zwischen Alter und Ego entstehen und anhalten, oder wie die Folgen des sozialen Handelns ständig neue Ausgangsbedingungen für neues soziales Handeln schaffen.

## Inhalt
Die Mikrosoziologie analysiert das Verhältnis zwischen Akteur und – übriger – Gesellschaft (bzw. zwischen mehreren sozialen Akteuren) und setzt dabei auf dessen Ebene an. Beispiele für mikrosoziologische Theorien sind Handlungstheorien, Rollentheorien, Theorien der Interaktion und Kommunikation, Ethnomethodologie, Symbolischer Interaktionismus, Konflikttheorien, Theorien der Identitätsbildung, Theorie der rationalen Entscheidung (englisch rational choice theory), Methodologischer Individualismus sowie konstruktivistische Ansätze. Werden auch Interventionen angestrebt, so spricht man von Klinischer Soziologie.
Gelegentlich wird angenommen, soziologische Disziplinen der Mikrosoziologie bedienten sich nur qualitativer Methoden und nicht auch quantitativer. Ein Zweig der Soziologie wie die Ethnomethodologie wird dann von Mikrosoziologen leicht übersehen. Manchmal fungiert die Nennung der Mikrosoziologie auch einfach nur als Abgrenzung zur Makrosoziologie.